# النمل (رواية)
النمل (أو إمبراطورية النمل) رواية خيال علمي صدرت عام 1991 كتبها المؤلف الفرنسى برنارد فيربير، صدرت بعنوان إمبراطورية النمل باللغة الإنجليزية. بيع منها أكثر من مليوني نسخة حول العالم وترجمت لأكثر من ثلاثين لغة. كما حوّلت إلى لعبة من ألعاب الفيديو.
النمل هو الجزء الأول من ثلاثية النمل للمؤلف نفسه، تبعها رواية يوم النمل عام 1992 ثم رواية [[ثورة النمل (رواية) عام 1996، وتشكل الروايات الثلاث ما يعرف باسم ثلاثية النمل.

## حبكة الرواية
تبدأ الحبكة بقصّتين متوازيتين؛ إحداهما في عالم البشر (في باريس)، والأخرى في عالم النمل (في مستعمرة نمل الخشب في حديقة بالقرب من باريس). تجري أحداث القصة في القرن الحادي والعشرين (المستقبل القريب، كما كان الحال في الوقت الذي كتب فيه فيربير الكتاب). الشخصية البشرية يرث منزلاً ورسالة استفزازية من خاله المتوفّى. يبدأ البحث عن حياة خاله وأنشطته الغامضة، ويقرر النزول في قبو المنزل، لكنه لا يعود. تقرر عائلته وأشخاص آخرون متابعته لكنهم يختفون.
الشخصية النملة عبارة عن ذكر؛ تُدمّر حملته للبحث عن طعام بضربة واحدة، بواسطة قوة غامضة تأتي من فوق. يشتبه في أن مستعمرة من نوع آخر من النمل قد هاجمتهم بسلاح سري؛ يحاول توضيح الخطر للملكة وحشود النمل الأخرى ودفعهم للتحقيق في الكارثة. لكنه يجذب انتباه مجموعة سرية من النمل داخل نفس المستعمرة يبدو أنها تريد إخفاء هذه المعلومات. مع الأحداث، يواجه البشر والنمل أسراراً جديدة ويشاركون في أحداث صعبة؛ بما في ذلك الحروب بين أنواع النمل المختلفة.